# Kondor+
Pour les articles homonymes, voir Kondor.
 (juin 2015).
Si vous disposez d'ouvrages ou d'articles de référence ou si vous connaissez des sites web de qualité traitant du thème abordé ici, merci de compléter l'article en donnant les références utiles à sa vérifiabilité et en les liant à la section « Notes et références ».
Kondor+ est un progiciel édité par Misys (anciennement Effix puis Reuters Financial Software puis Turaz). Destiné à la salle de marché, il est utilisé par quelque 15000 traders, dans plus de 450 banques réparties dans quelque 60 pays.

## Instruments financiers couverts
Kondor+ prend en charge toute la palette des instruments traités sur les marchés financiers: 
- les instruments du marché interbancaire : prêts/emprunts, pensions livrées, repo et prêts de titres, TCN ;
- les titres (obligations, actions, warrants, asset-backed securities, convertibles) ;
- les instruments dérivés de taux, change ou indice : swaps de taux, caps & floors, FRA, futures, options négociables ou de gré à gré ;
- les opérations de change (change comptant, change à terme, swap de change, swap de devises) ;

Kondor+ permet aussi de gérer des prêts et swaps de taux amortissables.

## Fonctionnalités couvertes
Le produit est initialement ciblé sur le créneau du risk-management, puisqu'il comprend :
- la saisie des transactions, qui incombe aux utilisateurs du front-office ;
- leur soumission à un contrôle de respect des limites de contrepartie, de position ou de liquidité, contrôles suivis par le middle-office ;
- la tenue de position et le suivi temps réel des pertes et profits (P&L) ;
- la mesure du risque de taux et du risque de change ;
- le calcul de la Value at risk.

Lancé en 2001, Kondor+ Trade Processing (K+TP) est un module back-office asservi à Kondor+. Les fonctionnalités de ce module sont :
- la validation des transactions saisies par le front-office ;
- l’émission des confirmations en direction des contreparties ;
- l’émission des instructions de règlement-livraison en direction du dépositaire ;
- le règlement et la compensation des flux espèces ;
- la comptabilisation ;
- le reporting, dont une partie à caractère réglementaire.

Le discours commercial sur le produit s'infléchit alors, présentant désormais Kondor+ comme une application de front-to-back intégré ou de STP (Straight-through processing).

## Caractéristiques techniques
- Base de données: MS SQL Server; Sybase
- Langage: C; C++; Java
- Systeme d'exploitation: AIX; Linux; Solaris; Windows 2000; Windows 2003; Windows 7; Windows XP; Windows 10
- Interface utilisateur: GUI; Terminal; Web

## Principaux concurrents
- Montage, d’Infinity Financial Technology, aujourd’hui disparu, a été un concurrent primordial dans les premières années, jusqu’en 1997. Conçue et commercialisée comme une boite à outils, développée en C++, et orientée-objet, cette offre, américaine, correspondait aux attentes d’établissements cherchant de la flexibilité pour leurs équipes d’ingéniérie financière[2] ;
- Opus, un produit développé par des français aux États-Unis, la société Renaissance Software. Opus est racheté par Sungard en 1995[3] ;
- Panorama (aujourd’hui Adaptiv), de Sungard, qui gagne une position signification sur les marchés suisse et allemand ;
- Murex, société spécialisée dans le développement de logiciels informatiques destinés aux marchés financiers.
- Calypso, une application positionnée initialement sur le back-office, et qui à ce titre entre en concurrence avec l'offre issue de Diagram.

## Forces et faiblesses

### Forces
- Son intégration à Triarch et sa complémentarité avec ATW, puis Kobra, constituent un avantage majeur sur la concurrence dès le lancement du produit ;
- Kondor+ est sans doute la première application de son domaine à avoir développé des passerelles d’entrée et sortie de données, sous forme de vacations de fichiers, mais aussi de messages en continu, via un protocole basé sur TCP/IP. C’est la première à récupérer les négociations effectuées sous Dealing 2000, l’outil de trading électronique sur le marché des changes développé par Reuters ;
- Ses méthodes de mesure et d’aide à la couverture du risque de change sont particulièrement poussées ;
- Sa maîtrise dans l’acquisition de données en temps réel lui permet de fabriquer courbes de taux et nappes de volatilité qui servent ensuite à valoriser les instruments négociés en gré à gré.

### Faiblesses
- Dans les premières années, de 1992 à 1996, qui voient la montée de l’innovation dans les produits financiers et le développement des méthodes de calcul propriétaire, Kondor+ manque de flexibilité dans la modélisation des instruments et tarde à se rendre compatible avec des calculs effectués par un serveur développé en interne ;
- Le portage sur Oracle s’avère trop lourd par rapport à l’avantage commercial escompté, et sera finalement abandonné ;
- Le développement des fonctionnalités en aval, vers le back-office, est également tardif et compliqué (2 IHM différents selon front- ou back-office), comparé à Murex ou Summit.

## Politique de marque
- Depuis le rachat de Koris International en 1991, Effix adopte le K majuscule comme dénominateur commun de ses produits. Kondor+ est dénommé, en 1992, d’après un précédent produit, Kondor, en production chez 3 ou 4 clients parisiens. Le nouveau produit est perçu par le marché comme une nouvelle version de Kondor, bien que le produit soit entièrement réécrit.
- En 1995, les produits d’Effix entrent dans la politique de marque de Reuters, le nom du groupe précédant celui du produit : Kondor+ devient « Reuters Kondor+ ».
- En 2001, avec le rachat de Diagram, Effix récupère Diagram Capital Markets (DCM), un progiciel de gestion back-office développé en Powerbuilder. Reuters le rebaptise Kondor Trade Processing (KTP) pour le faire bénéficier de la notoriété de Kondor+ dans le monde.
- Peu après, Effix, devenu entre-temps Reuters Financial Software, lance le développement d’un module back-office, techniquement articulé sur l’architecture de Kondor+, et qui, avec l’usage, sera désigné par l’acronyme K+TP.

## Historique
- 1992 : démarrage de l’écriture de l’application et première signature (la Banque de France)
- 1993 : premier client à l’étranger (Swedbank, en Suède)
- 2000  : rachat de Diagram
- 2000  : Effix devient Reuters Financial Software
- 2004 : Extension des fonctionnalités vers le back-office
- 2005 : lancement de Kondor Global Risk, système de contrôle consolidé et en temps réel de limites, essentiellement de limites de contreparties. Conçu pour être compatible avec d’autres progiciels assurant la saisie des transactions, il est dans la pratique toujours vendu avec Kondor+.
- 2007 : Reuters est racheté par Thomson Financial. Le nouveau groupe s’appelle Thomson Reuters. Lancement du module pour la gestion des produits structurés
- 2012 : Thomson Reuters vend le département Risk éditant Kondor+ à Vista Equity Partners. La nouvelle entité est nommée Turaz
- 2012 : Vista Equity Partners achète Misys et décide de fusionner Misys et Turaz dans Misys.

## Chiffres clé
- Plus de 15 000 positions en 2013 (3 700 positions en 1997) sur près de 600 sites (près de 230 des plus grands établissements financiers mondiaux) dans plus de 60 pays (source : Misys) ;
- Chiffre d’affaires généré : 10 millions d’euros en 1995, 120 en 2006 ;